# Cristellaria
Cristellaria es un género de foraminífero bentónico considerado un sinónimo posterior de Peneroplis de la familia Peneroplidae, de la superfamilia Soritoidea, del suborden Miliolina y del orden Miliolida. Su especie tipo era Cristellaria squammula. Su rango cronoestratigráfico abarcaba el Holoceno.

## Discusión
Clasificaciones previas incluían Cristellaria en la Familia Lagenidae del Orden Lagenida.

## Clasificación
Se han descrito numerosas especies de Cristellaria. Entre las especies más interesantes o más conocidas destacaban:
- Cribrospirolina distinctiva, considerado sinónimo posterior de Coscinospira arietina

Un listado completo de las especies descritas en el género Cristellaria puede verse en el siguiente anexo.
En Cristellaria se han considerado los siguientes subgéneros:
- Cristellaria (Astacolus), aceptado como género Astacolus
- Cristellaria (Hemicristellaria), también considerado como género Hemicristellaria y aceptado como Lenticulina
- Cristellaria (Hemirobulina), aceptado como género Hemirobulina
- Cristellaria (Lenticulina), aceptado como género Lenticulina
- Cristellaria (Marginulina), aceptado como género Marginulina
- Cristellaria (Planularia), aceptado como género Planularia
- Cristellaria (Robulina), también considerado como género Robulina y aceptado como Lenticulina
- Cristellaria (Robulus), también considerado como género Robulus y aceptado como Lenticulina
- Cristellaria (Saracenaria), aceptado como género Saracenaria